# 京成3200形電車 (初代)

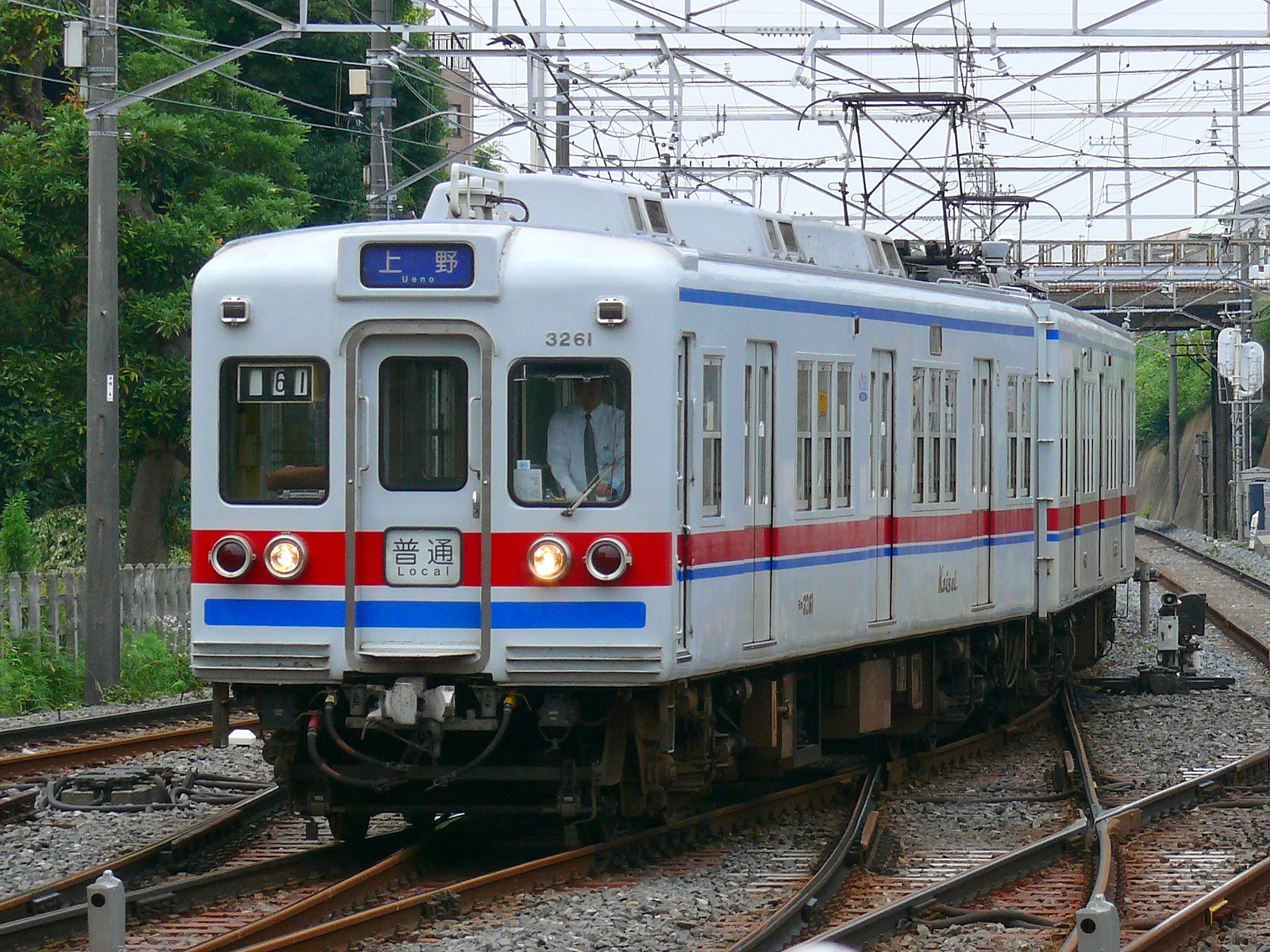
3200形
（2007年7月9日 / 京成津田沼）

京成3200形電車（けいせい3200がたでんしゃ）は、1964年（昭和39年）から2007年（平成19年）まで京成電鉄に在籍していた通勤形電車。
東京都交通局（都営地下鉄）浅草線乗り入れ対応車両である。また、浅草線を介して接続している京浜急行電鉄各線にも乗り入れが可能だったが、こちらは、1998年（平成10年）11月18日以降、北総へリースした車両以外営業運転では乗り入れなくなった。

## 概要

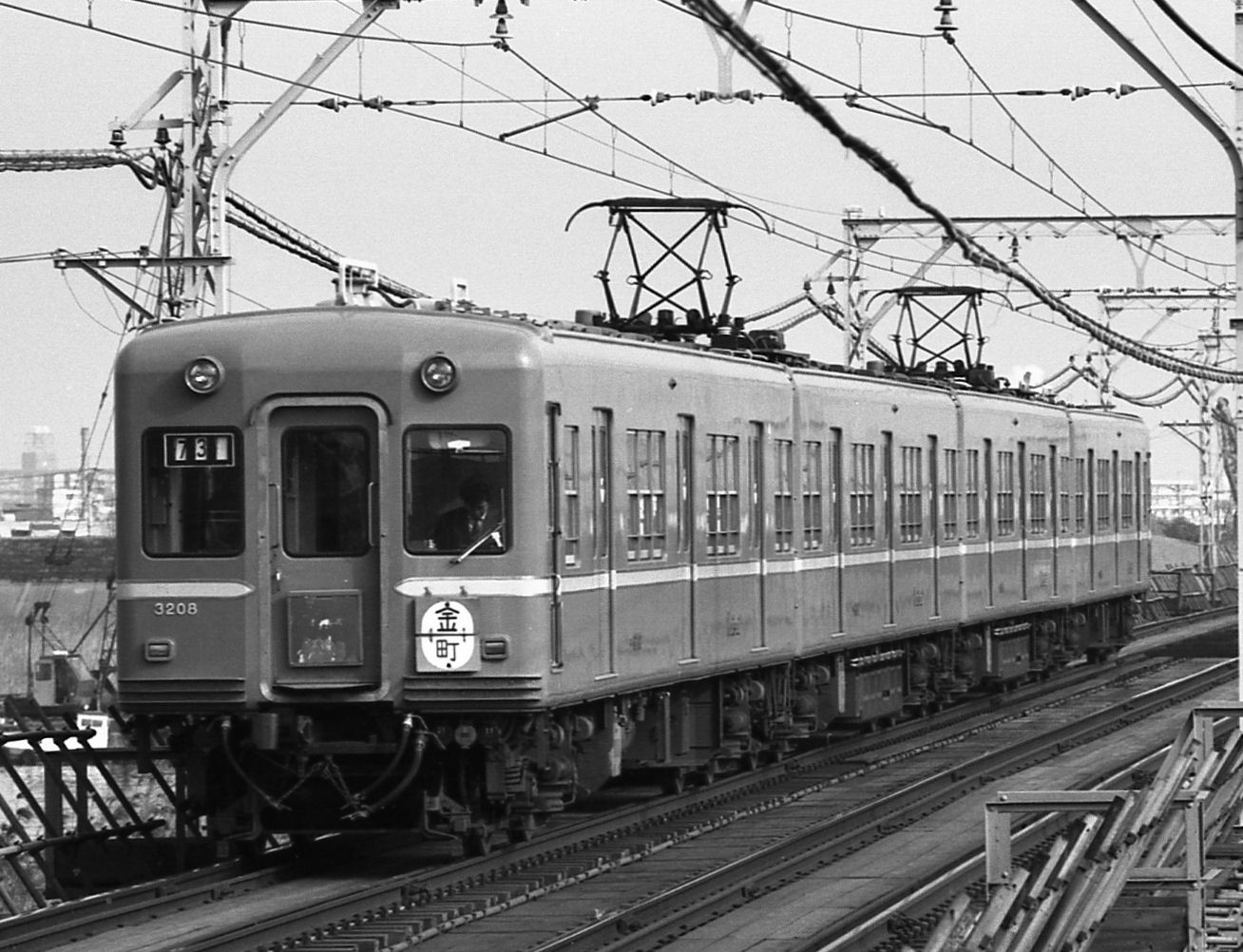
荒川を渡る3208ほか（1985年12月）

1964年10月から1967年12月までに3201 - 3280・3291 - 3298の88両が製造された。
外観上の3150形との相違点は、京成初の両開きドア（アルミ製、窓ガラスは黒Hゴム支持で室内部は化粧板と同色に塗装）を採用した点と、正面形状（丸妻→折妻）、運転台の床が高くなったことによる窓サイズの変更、前面のアンチクライマーの数が増えた点（3150形は2本、3200形は3本）である。また、運転台の床（運転席側のみ）が高くなったことで、運転席側の乗務員室扉の下端が高くなっている。側面窓配置は営団500形や都営地下鉄5000形と同様に扉間に3か所、後位車端に2か所で、首都圏近郊の18m両開き扉車（東京急行電鉄7000系・帝都高速度交通営団（現・東京地下鉄）3000系）とは異なった配置となり、3500形まで引き継がれた。このd1D3D3D2という窓配置は、阪神電気鉄道など関西私鉄では採用例が多い。
3291 - 3298の8両は特急「開運号」用として1600形の置き換えと高性能化のために製造されたため、座席は座席指定制を維持するためセミクロスシートで、3292と3296にはトイレならびに車内販売準備室も設置し、側面の客用扉は3150形と同様に片開き構造とされた。AE形登場後は格下げを前提としたため、AE形が営業運転に入った直後の1974年（昭和49年）にトイレの撤去と座席のロングシート化が実施されたが、扉は片開き構造のままで、3150形との差異は運転台周り細部のみである。
1964年10月 - 11月に製造された3201 - 3224のうち、3201 - 3220の20両は初代3000形 - 3150形の赤電と同様に編成中のすべての台車に主電動機を装着したいわゆる「8M車」である。
- 3201 - 3212：住友金属工業製FS-361台車・WNカルダン・三菱電機製MB-3028-E主電動機
- 3213 - 3220：汽車製造製KS-121台車・TDカルダン・東洋電機製造製TDK-810/4F主電動機

3224編成は、先頭車の運転台寄りの台車を主電動機のない付随台車とした試験車として登場した。それに伴い主電動機出力も75kWから100kWに増強された。その後1965年（昭和40年）製の3228編成から1982年（昭和57年）5月製の3500形3596編成までこのタイプで落成した。これを京成部内では「6M車」と呼ぶ。
- 3221 - 3232・3253 - 3264：汽車製造製KS-121A台車・TDカルダン・東洋電機製造製TDK-816-A主電動機
- 3277 - 3280・3291 - 3298：汽車製造製KS-121A台車・TDカルダン・東洋電機製造製TDK-816-A01主電動機でこちらは後の冷房化を考慮
- 3233 - 3252・3265 - 3276：住友金属工業製FS-361A台車・WNカルダン・三菱電機製MB-3097-C主電動機で、こちらは後の冷房化を考慮し3300形からMB-3097-C2を採用。MB-3097-C2は3500形まで使用し、3200形でも冷房装置搭載した更新時に交換した。

その他の途中増備車での変更点は以下の通りである。
- 3225 - 3264の先頭車の空気圧縮機は、製造当初ロータリー式AR-1で独特の作動音を発していたが、1982年 - 1984年に他車と同様にC-1000に変更された。
- 3268編成からは電動車ユニット間の貫通路が狭幅となり、網棚がパイプ式に変更され、奇数中間車の北方（成田空港方）に引き戸を設置した。ただし、この部分の連結器は半永久形であったので分割不可能（3294・3298編成のみ当初より密着自動連結器を採用し分割可能）であった。その後、1978年（昭和53年）頃の連結器交換により2両毎の分割が可能となる。
- 屋根のベンチレーターは初期に落成した車両は金属製であったが、後に落成した車両ではFRP製に変更されている。

## 更新前の改造等
塗装の簡略化を行うことから1980年（昭和55年）2月より、当時京成に在籍していた他の赤電形式や210系青電形式と平行する形で基本4両編成単位で行っていた全般・重要部検査時に、塗装を赤電のツートンカラーからファイアオレンジベースにステンレス帯枠内をモーンアイボリーに変更する作業を実施した。3200形に関しては3280編成と3298編成が1980年（昭和55年）2月に変更、3256編成が1981年10月に変更し完了した。
初期に更新した3216編成・3212編成・3216編成を除き1984年（昭和59年）～1986年（昭和61年）に側面の扉開閉確認灯2灯化しカプセル状ケースで覆う形とした。
6M車のうちTDカルダン車の3221～3232・3253～3264が使用したTDK-816-A主電動機に関しては、屋根の冷房装置に対し重さに不都合があり交換を要した。3200形8M車の更新が始まりつつあった1985年（昭和60年）6月、3256編成で、同年7月に3260編成で主電動機を3277～3280・3291～3298同タイプの100kwで出力はTDK-816-A同タイプのTDK-816-A01に交換した。また、1986年5月～6月に3224編成・3232編成で3300形同タイプのTDK-816-A1に交換し、3225～3228・3261～3264は1986年（昭和61年）5月～7月に更新入場しその際にTDK-816-A1に交換した。

## 更新工事・冷房化工事
1985年（昭和60年）7月から1989年（平成元年）6月にかけて更新工事と冷房装置の搭載が行われた。3150形に引き続き前面前照灯・尾灯の位置変更、急行灯の新設、妻窓の廃止、ユニット間貫通路の狭幅化（分割可能に）、室内化粧板の変更（ベージュからイエロークリームへ）、ファンデリアを首振り扇風機に交換、電動発電機の大容量化（CLG-319からCLG-355-Aに交換。ただし3221 - 3260と3291の41両はCLG-319を廃し、静止形インバータ(SIV)のBS-483-Bを先頭車のみに搭載。3294のみ引き続きCL-319を使用）、ベンチレーターを廃し分散式冷房装置PU-15の設置などが行われた。
3150形の更新工事との相違点は以下の通りである。
- 側窓がユニット構造化されたほか、前面貫通扉には電照種別表示器が設置された。
- 3500形と同様に、先頭車両は編成の中間に連結される際に運転席と助士席を仕切れるように変更され、前面貫通扉で助士席側を、室内側乗務員室扉で運転席側を仕切る方式に変更した（従来の赤電は全車貫通扉で運転席側のみを仕切っていた）。そのため、室内側の横引き扉は廃止され、ステンレス製の折扉を新設した。
- 室内蛍光灯は1両あたり4台を停電時の予備灯にし、白熱灯による予備灯は廃止された。この蛍光灯は昼白色タイプを使用していたが、後に破損時による事故防止のため、2004年4 - 6月の時点で在籍していた車両のすべての蛍光灯を飛散防止形白色タイプに交換した。これにより多少室内の色温度が低くなり、イメージが変わった。
- 3150形では乗務員室後部の冷房ダクト内に扇風機が設置されていたが本形式では省略された。
- 3294・3295・3298の3両を除きC-1000形空気圧縮機の駆動電動機を直流から交流に変更し、交流化されたものをAC-1000と呼ぶようになった。この交流化（AC-1000への変更）は後に3300形更新車に引き継がれたほか、1988年（昭和63年）以降に冷房化工事を行った初代3050形・3100形（初期工事車は除く）や、更新工事・冷房化済みの3150形の一部編成（3050形などの廃車発生品）でも実施された。
- 側面表示灯は3204・3212・3216編成が電球が2灯式に、それ以外はLED式となった。
- 冷房化に伴い、冷房化前に交換したものも含め新造時から使用していたものはなくなった。

6M車で東洋製のTDK-816-Aの主電動機を使用していた3221 - 3228・3261 - 3264は3300形と同様にTDK-816-A1に換装した。また、TDK-816-A01を用いた車両においては同品新品に交換したほか3291～3294はVVVFインバータ制御化を行ったため全交換。また、6M車で三菱製のMB-3097-Cの主電動機を使用していた3237 - 3240・3249 - 3252・3265 - 3272は3300形同様のMB-3097-C2に交換、3241 - 3248・3273 - 3276はMB-3097-C3に交換した。その後、1993年5月に3237 - 3240、1993年8月に3267 - 3268でMB-3097-C2からMB-3097-C3に交換し、後者の主電動機は3300形でも更新後に交換した車両がある。
紙面では新造時の東洋製はTDK-816-A主電動機、三菱製はMB-3097-Cで掲載されていることが多いが、実際更新後は試験用だったTDK-816-B主電動機を除いても4種類あり、TDK-816-AとMB-3097-Cは交換により冷房化を伴った更新後は消滅している。
更新期間も4年と長かったことや、昭和から平成へ元号が変わった時期でもあったことから、室内の更新時期を示すプレートも以下の4種がある（表記はすべて元号）。
- 1986年（昭和61年）更新分まで：青地で平行四辺形
- 1987年（昭和62年）更新分：横長い六角形
- 1988年（昭和63年）更新分：楕円がかった白と青のツートンカラー
- 1989年（平成元年）更新分から：「千葉大栄車両」の千葉のサインが消去。なお、3300形最終更新分までは八角形がかった黄色と青のツートンカラーである。

車両により工事形態が異なるため、グループ別に解説する。

### 8M車 3201 - 3220
3214 - 3213ユニットを皮切りに8M車20両（3201 - 3220）から更新工事が行われた。このグループはステンレス部品の在庫や発注の都合上、客用扉の窓ガラス支持方式がHゴムではないアルミ製扉を採用したことが特徴である。更新当初は前面貫通扉のガラス窓及び種別表示窓が高く設置されたものが使用されバランスを欠いていたが、後に窓部の低いものと交換された。全車が2両ユニット単位で施工され、1985年7月末に出場した3214 - 3213は3216 - 3215が8月末に出場されるまでの間に冷房化単独工事済みのコイルばね台車を装着する3300形3324 - 3321と6連を組んで営業運転に入っていた（1987年4月以降は空気ばね台車とコイルばね台車の混結は認められなくなった）。
1986年6月に3208 - 3207ユニット出場を最後に8M車の更新が終了した。このグループは基本4両編成のままで更新された。

### 6M車 両扉車 3221 - 3280
1986年7月末以降は6M車両扉車の更新が始まった。第1陣として3264 - 3263ユニットが出場し、以後2両単位で順次出場した。8M車と外観・室内面での大きな相違点は客用扉で、ステンレス製の無塗装になった。同ユニットは8月末に3261 - 3262ユニットが出場するまでの間、8M車の3206 - 3205ユニットと組み別ユニットを組み合わせた特異な4連で営業運転に入っていた。9月上旬には3264 - 3261の4両で運用に入ったが、3228 - 3225・3240 - 3237が出場してからは後述の通り6両固定編成化した。
3221 - 3280は、両数も60両ということから全車6両固定編成化されることになり、以下の工事方法で行った。
- 3221・3228・3229・3236・3237・3244・3245・3252・3253・3260：運転台を撤去し、中間電動車化。MGを取り外し。
- 3222・3227・3230・3235・3238・3243・3246・3251・3254・3259：パンタグラフ撤去。
- 3223・3226・3231・3234・3239・3242・3247・3250・3255・3258：パンタグラフの2台搭載化。
- 3224・3225・3232・3233・3240・3241・3248・3249・3256・3257：MGの代わりにSIVを搭載

ただし出場は2両単位であったため、先頭車をもつ2両暫定ユニットが先に出場した際は、更新済の同グループのいずれかの編成と組み、双方の中間車化されたユニットが出場したと同時に4両ユニット化された。また、3261 - 3280の20両は基本4両のままで更新され、2両ユニットに分割（この際、M車はユニット外側の貫通路の狭幅化を施工）することで、片面の運転台を撤去した4両ユニット車と連結して6両固定編成を組んだ。
1989年3月までに以下の6両固定編成10本が揃った。
←京成上野
3224 - 3223 - 3222 - 3221 - 3270 - 3269
3264 - 3263 - 3228 - 3227 - 3226 - 3225
3232 - 3231 - 3230 - 3229 - 3266 - 3265
3272 - 3271 - 3236 - 3235 - 3234 - 3233
3240 - 3239 - 3238 - 3237 - 3262 - 3261
3280 - 3279 - 3244 - 3243 - 3242 - 3241
3248 - 3247 - 3246 - 3245 - 3278 - 3277
3268 - 3267 - 3252 - 3251 - 3250 - 3249
3256 - 3255 - 3254 - 3253 - 3274 - 3273
3276 - 3275 - 3260 - 3259 - 3258 - 3257
上記は4両や8両の組み換えも可能で、1999年（平成11年）夏までは定期検査も車両番号順に4両で入場することが基本であったため、検査出場前後などに暫定4両編成や暫定8両固定編成などで運用に就くこともあった。4両単位で定期検査を実施していた頃、入出場前後の暫定4・8両編成が組まれた一例を下記に示す。
3268 - 3267 - 3252 - 3251 - 3250 - 3249・3232 - 3231 - 3231 - 3229 - 3266 - 3265の2編成の場合
↓
まず、以下の8両固定編成を組成
←浦賀
3232 - 3231 - 3230 - 3229 - 3252 - 3251 - 3250 - 3249
3268 - 3265を4両単位で定期検査入場し、出場後4両運用に
↓
3232 - 3229・3252 - 3251を数か月遅らせ、2ユニットに近い時期に定期検査入場し、出場次第元の6両固定編成に戻す。
最初に更新された3261 - 3264の4両が重要部検査に入った1988年6月下旬より約1か月の間、3225 - 3228と3237 - 3240で8両固定編成を組んだ。暫定的とはいえ、京成初の8両固定編成となった。
また、冷房搭載により東洋主電動機搭載車の3221 - 3232・3261 - 3264は主電動機をTDK-816-A1、3253 - 3260・3277 - 3280はTDK-816-A01を使用するようになり、TDK-816-Aは使用しなくなった。三菱主電動機搭載車の3233 - 3240・3249 - 3252・3265～3272は主電動機をMB-3097-C2、3241　- 3248・3273 - 3276は主電動機をMB-3097-C3を搭載し、MB-3097-Cは使用しなくなった。MB-3097-C3の主電動機は1993年以降3237 - 3240と3267 - 3268でも交換し、廃車になるまで使用した。

### 3290番台 片扉車

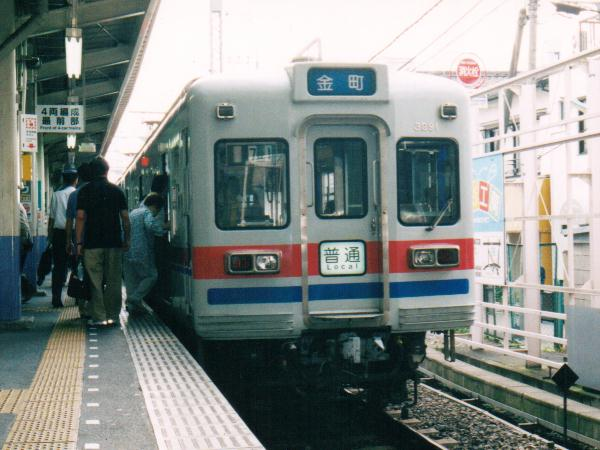
VVVFインバータ制御試験車の
3294編成 （2003年7月 / 高砂）

1988年5月出場の3294編成はVVVFインバータ制御試験車として登場した。東急7600系などで実績のある東洋電機製造製のGTO素子使用のインバータ装置を搭載した。外観上の他の3200形との相違点は前面の灯火類の形状で、前照灯と尾灯が角型一体ケースになっている。3291と3294は電装解除をしてクハ化。3291にSIV搭載、3292はパンタグラフ2台搭載、3294のMGは予備用として非冷房・更新工事前の5.5kVAのCLG-319が残された。3291のみCPの駆動電動機が交流化されAC-1000に変更され、3294は直流モーターのC-1000が継続使用された。同編成は4両単位で出場した。
抵抗制御車で更新・冷房化済みの3150形との混結も可能で、1989年6 - 7月に成田空港方に3187 - 3188ユニットと組んだ6連で営業運転に入ったが、以後3150形との混結はなくなった。3298編成は最終更新車で、3298 - 3297が1989年4月下旬に出場し、3296 - 3295が出場するまでの間は3150形の3158 - 3155と組んで6連で営業運転に入っていた。3296 - 3295が6月上旬に出場すると同時に車号順の4両編成（3298 - 3295）の組成を以て3200形の更新工事は終了した。3295と3298のCPの駆動電動機の交流化は行わず、C-1000を引き続き使用している。

### 更新完了時から塗装変更完了時までの特記事項
1989年（平成元年）9月、3222 - 3221ユニットで重要部検査出場時に冷房化後更新前の3300形1次車3312編成全てのM台車、ならびに2次車の3326 - 3325ユニットで試用中だった100kwのTDK-816-Bに換装した。3300形2次車3326 - 3325ユニットは、1991年（平成3年）2月の更新入場まで3222 - 3221ユニットと共に使用していた。1991年（平成3年）11月に3229 - 3230ユニットでも重要部検査時にTDK-816-Bに換装し、共に独特な乗り心地が味わえた。しかし、後述の先頭台車M化振り替えに際し不都合であったためこれは採用せず、1992年（平成4年）12月に3221 - 3222ユニットが先頭台車振替を兼ねた重要検査出場時に、それとほぼ同時期に3229 -3230ユニットは検査時意外だったがTDK-816-A1に戻した。よって1985年（昭和60年）以来、3300形3326 - 3325ユニットを筆頭にで試用してきたTDK-816-Bは使用しなくなり独特な走行音を発す車両もいなくなった。
1993年6月以降種別・行先表示器の字幕（種別表示器は側面のみ）の書体について、京成初の小文字併用の英字併記細ゴシック体（ナール）に変更したものが3221 - 3228・3233 - 3252・3261 - 3264・3267 - 3272・3277 - 3280の42両で採用された。これは3500形更新車・3600形・3700形の全車両にも採用されたが、字幕の在庫の関係上3225 - 3228と3263 - 3264が1995年2月に旧タイプに戻されるなどあった。前面・側面の種別表示器の字幕は、2002年（平成14年）10月12日の種別変更によるダイヤ改正に対応するため、同年7月から9月にかけて交換されている。普通=黒、快速=ピンク、特急=赤、などに各種別ごとに色分けし、前面幕は白地に種別色文字、側面幕は種別色地に白文字となった。また、書体は細ゴシック体（ナール）の英字併記である。
赤電の行先表示器字幕に関しては2008年4月以降は3300形が4両編成のみが残り、ここで3200形の廃車発生品を再用する等し小文字併用の英字併記細ゴシック体（ナール）のタイプの方向幕に統一した。
1993年11月末 - 1995年1月末の長期に渡って、同一車両で以下の8両固定編成と4両編成で運用したことがあった。
3248 - 3247 - 3246 - 3245 - 3244 - 3243 - 3242 - 3241
3280 - 3279 - 3278 - 3277
これは、1993年12月下旬に3277 - 3280を塗装変更とともに検査出場させ、3241 - 3244と3245 - 3248は1995年2月の検査出場及び塗装変更まで見送られたためである。なお、上記の編成は検査入出場前後とは関係なく1997年（平成9年）春にも組成された実績がある。

### 台車振り替え工事
更新前の1968年（昭和43年）6月以降までは京急線へは先頭T台車の3200形6M車や3300形・3500形を含め都営線直通対応車はクロスシート・WC付だった3291 - 3298以外で規制なく乗り入れを行っていた。ただし当時の京急線乗り入れはシーズン期間の臨時列車のみで、その後は、1978年（昭和53年）1月をもって京成車の京急乗り入れを一旦中止していた。京浜急行電鉄では吊掛駆動車の500形を淘汰した1986年（昭和61年）8月より、基本先頭車がM台車でないと乗り入れ車も乗り入れできなくなった。1991年（平成3年）3月19日のダイヤ改正以降、京成車の京急乗り入れは復活し、基本ダイヤでは初めて京急線に乗り入れることとなり、同時に北総開発鉄道（現・北総鉄道）も乗り入れ開始した。特例のあった北総7000形も当時は先頭車がTc車だったが、翌1992年（平成4年）以降に先頭車M化の振り替え工事を行うことを約束したうえで特例を得たうえ乗り入れていた。3200形6M車は更新後も先頭車の台車がすべて付随台車で、6両・8両編成の3500形や3600形と共に京急線乗り入れ非対象車だった。それに対応するため、後に更新された3300形と同様に1992年（平成4年）8月から1995年（平成7年）2月にかけて、先頭台車が電動台車になるように振り替えが行われた。この際、電動台車となった先頭部の床面に主電動機点検蓋を設置し、付随台車となった妻部の主電動機点検蓋は、初期に工事を行った3256・3257・3273・3276以外は開閉不可とし、枠のみ残し取っ手を撤去した。このうち3232・3241・3248・3249・3265・3268・3277・3280の8両は後述の塗装変更と同時期に施工された。なお、4両編成の3298編成にはこの工事は施工されていない。
また、1991年（平成3年）3月19日から1995年（平成7年）3月31日までは京成車両による京急久里浜線三崎口駅までの乗り入れが存在し、乗り入れ初日には本形式の8M車が充当され、以降は3100形や3150形など先頭が電動台車の形式が運用されたが、脚力の問題から3700形や3400形の増備が進むにつれそれらがほぼ原則的に充当されていた（最終日は3150形で運転、翌4月1日以降は都所属車両に振り替えられた）。

## 冷房化・更新後の試験塗装から塗装変更
1990年代に入ってから、AE100形や3700形といったVVVFインバータ制御車の登場や、成田空港ターミナルビル直下への乗り入れを機にイメージアップを図るため、在来車の塗装変更を検討した。
そこで、1991年（平成3年）12月 - 1993年（平成5年）5月に、現行塗装へ変更するための試験が8M車4両編成4本で行われた。
- 3220編成：1991年12月上旬変更。ライトグレーをベースに、窓下にレッド・ブルー両色を配した。赤電の塗装変更はファイアーオレンジベースへの変更以来約10年ぶりで、冷房化後は初であった。その後、1992年（平成4年）1月には前面と海側のブルー帯を外している。
- 3212編成：1991年12月末変更。ホワイトをベースに、レッド帯を窓下に、ブルー帯を側面窓上に配した。
- 3216編成：1991年12月末変更。ライトブルーをベースに、レッド帯を窓下に、ブルー帯を側面窓上に配した。なお、翌1992年（平成4年）4月中旬には従来のファイアーオレンジベース色に戻された。
- 3208編成：1992年1月中旬変更。イエローグリーンをベースに、窓下にレッド・ブルー両色を配した。

この比較検討の結果、ベースカラーは1992年（平成4年）12月時点でライトグレーに決定し、翌1993年1月に登場する3400形に採用されることになった。また、赤電の新塗装配色を決定するために、1992年12月末に3212編成をライトグレーベースに変更し、短期間で帯配置を変更し配色を試みることにした。
- 1993年（平成5年）2月：3212編成は側面帯のステンレス縁取りを扉部と上辺を残して撤去。3400形や3700形と同サイズの太帯を試みたほか、両先頭車の窓周りにブラックフィルムが貼付された。その後、1993年5月上旬に3212のブラックフィルムを撤去し、3212のみ側面帯のステンレス縁取りとして残された上辺部も扉部を除き撤去。
- 1993年（平成5年）5月末：3208編成のすべてを3212をモチーフにした塗装配色に変更。この配色に本決定した。

この期間に試験色車同士またはファイアーオレンジベース色と試験色車を2編成連結した8両編成で運用することもあり、8両運用では都営浅草線直通にも頻繁に充当された。
試験塗装編成だった3212編成は、1993年7月末の検査出場時に新塗装化された。3220編成も同年12月に新塗装化することにより試験塗装編成は姿を消した。試験塗装編成からファイアーオレンジに戻された3216編成も翌1994年（平成6年）7月に新塗装化された。
試験塗装編成以外の3200形は、1993年（平成5年）8月に検査出場した3265 - 3268を皮切りに始まった。片扉車の3294編成は翌1994年（平成6年）4月に、3298編成は1994年（平成6年）12月に実施された。8M車で唯一試験塗装編成の対象から外れた3204編成も1994年（平成6年）8月に実施し、8M車の塗装変更は完了した。また、6M車に関しても1995年（平成7年）2月出場の3241 - 3244を最後に完了し、他形式より一足早く全車の塗装変更を完了させた。
なお、赤電の塗装変更をは1993年（平成5年）6月の3150形3167 - 3170を皮切りに定期検査時に実施することとなり、1995年（平成7年）6月までに同時点で在籍していた3100形 - 3300形全車両で完了した。これにより、ファイアーオレンジベースの赤電色は消滅し、2009年（平成21年）9月から2013年（平成25年）3月まで3300形リバイバルカラー編成が運用に就くまでの14年間ご無沙汰になった。

## 1995年3月以降の特記事項
1996年（平成8年）12月には安全性向上のために、3294のMGとCPが、廃車された初代3050形の機器から流用されることになり、MGは他の赤電冷房車と同タイプの大容量タイプに、CPは交流タイプのAC-1000に変更された。
1999年10月以降、3200形6M車・3300形コイルばね車の赤電6両固定編成も6両単位での検査入場が基本になったが、3200形6M車はそれからしばらくは固定編成内で検査時期の異なった車両がいたため、入場時には8両編成と4両編成が組まれた。これは2000年2月に3232 - 3229が4両単位で出場した時点で解消されている。
車体側面には筆記字体のKeisei更新後もロゴと車両番号がステンレス切り抜き文字で表記されていたが、それに加え京成グループのCI導入に伴い、従来の表記は残したまま、2001年3月に全車両の側面にK'SEI GROUPのロゴを貼付した。
車内マナー強化のため、2006年1月 - 2月に3225 - 3228・3237 - 3240・3261 - 3266・3275 - 3276・3279 - 3280・3295 - 3298の22両の優先席付近のつり革を輪・皮共に黄色いタイプのものに変更すると共に、窓には優先席を表すステッカーも貼付された。これは2006年4月以降に京成に在籍するすべての通勤形車両に実施されている。
3294・3298編成は、前述の3150形と混結した1989年以降は4両編成のみで使用されてきたが、2003年4月に3294編成の3293のリアクトルが故障した際、同年5月末 - 6月中旬に3298編成と3292 - 3291が組み、以下の6両編成で運用された。
3298 - 3297 - 3296 - 3295+3292 - 3291 →成田空港・ちはら台
2003年7月中旬に3293が復帰したため、3294・3298編成ともに4両編成に戻りこの異色編成は消滅した。なお、6連組成時には特急・快速といった優等運用もこなしたが、組成解除までに都営浅草線へ乗り入れることはなかった。3294編成は2004年（平成16年）1月に廃車になったため、3200形片扉車同士の6連は更新・冷房化後はこの時のみだった。

## 特殊な運行
- 2000年12月には、浅草線相互乗り入れ40周年を記念して8M車3204・3208編成を使用した8両編成が臨時列車に充当された。
- 3298編成は、2007年1月中旬に登場当時のツートンカラー[注 6]の塗装に戻し、同月17日の営業運転復帰から廃車までこの塗装で運用された。また、同月28日にはこの編成を使用した「リバイバル特急開運号」を京成上野 - 京成成田間で1往復運転した。この日は行先表示幕を青一色で表示なしとしたほか、種別表示幕の上から「特急開運」のヘッドマーク（前部は実物、後部はステッカー）を装着し、中央の扉の上部に指定特急のステッカーを貼付して運転した。特急開運号の復活は1973年末に廃止されて以来34年ぶりだった。またツートンカラーも1994年10月 - 1995年2月に廃車直前の3050形3059 - 3062で再現して以来12年ぶりだった。

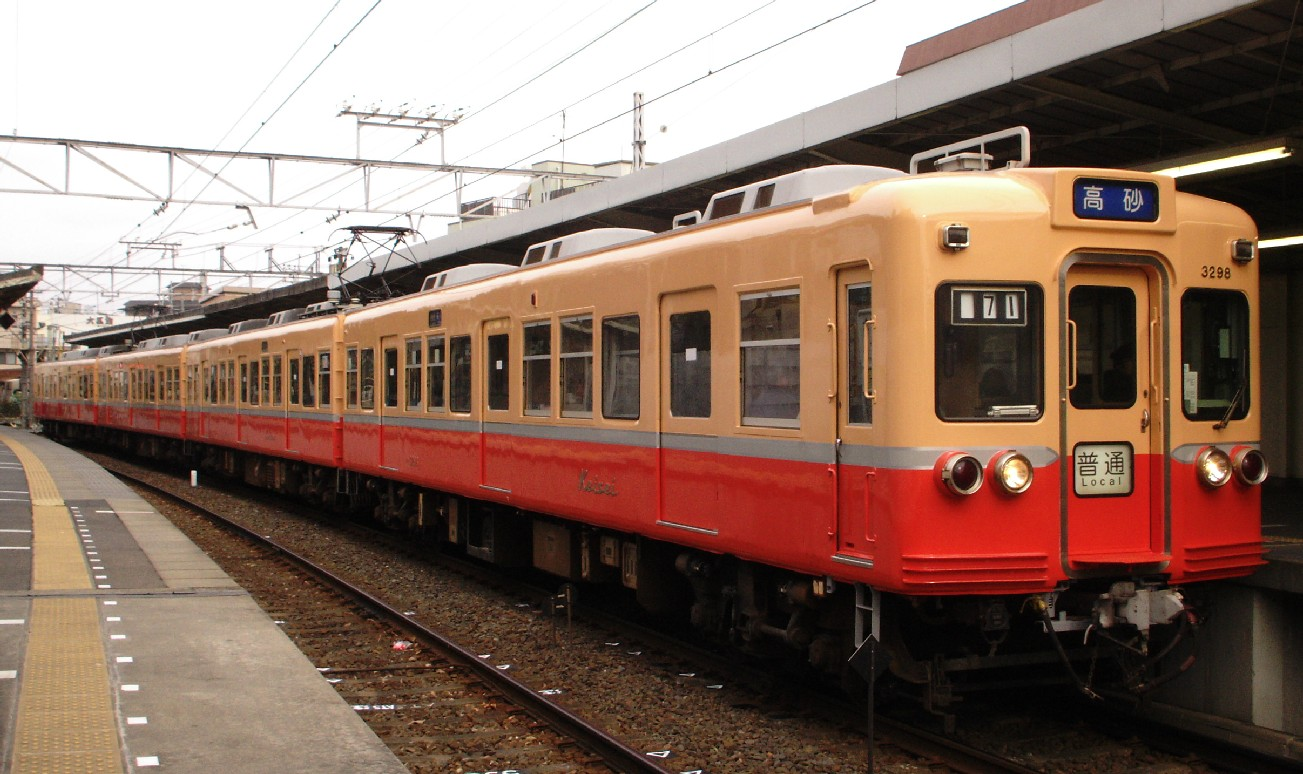
3298編成ツートンカラー （2007年1月21日 / 柴又駅）
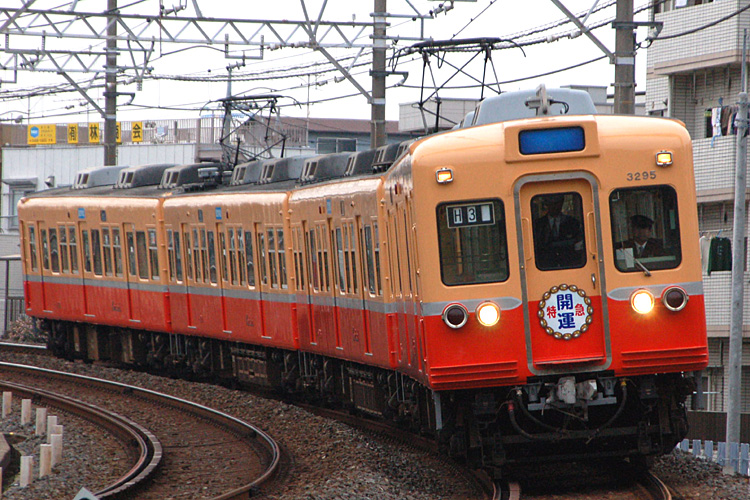
3298編成による 「リバイバル特急開運号」 （2007年1月28日）

## 廃車
2003年（平成15年）3月から新3000形の導入に伴う老朽廃車が進行し、同月中に3205 - 3208と3211 - 3220の14両が廃車となった。残った8M車6両は、6両編成1本（京成上野方から3204 - 3201+3210 - 3209）となって運用に入ったが、これも翌2004年（平成16年）1月に廃車になり、3200形8M車は消滅した。この6両はアルミ製塗装仕上げ扉・旧型ベル・昼光色蛍光灯最後の搭載車であった。また、機器故障の多かった3294編成も2004年（平成16年）1月に廃車となった。以後、2007年（平成19年）11月の全廃時まで3200形は100kW主電動機搭載の6M車のみ残った。6M車は、最初に2003年11月の3272 - 3271・3274 - 3273の2両ユニット2組の計4両が初の廃車となった。2003年（平成15年）12月に3224 - 3221と3236 - 3233の8両が北総開発鉄道へリースされ、7250形として使用されていたが、後継車の7260形（京成3300形1次車）と入れ替わって2006年（平成18年）3月末に返却され、廃車になった。
上記の廃車やリースに伴い、2003年末に3200形6M車の編成替えが行われ、以下の新しい6両固定編成が登場した。余談だが、この編成は3200形で唯一（2002年10月12日より運行した現行と同じ停車駅だが、種別色は現行とは異なりオレンジだった）通勤特急運用に充当されたことがある。
←京成上野
3256 - 3255 - 3254 - 3253 - 3270 - 3269
その後、翌2004年（平成16年）11月下旬 - 12月上旬に以下の6両固定編成2本が編成単位で廃車になった。
←京成上野
3248 - 3247 - 3246 - 3245 - 3278 - 3277（2004年11月下旬廃車）
3268 - 3267 - 3252 - 3251 - 3250 - 3249（2004年12月上旬廃車）
2006年（平成18年）1月 - 3月には、3232 - 3231 - 3230 - 3229・3244 - 3243 - 3242 - 3241・3256 - 3255 - 3254 - 3253・3260 - 3259 - 3258 - 3257が4両ユニット単位で廃車された。編成を組んでいた2両ユニットの3266 - 3265・3270 - 3269・3276 - 3275・3280 - 3279は当面使用することになり、以下の変則4両編成を組むことになった。3200形6M車両扉車の4両編成は1999年（平成11年）5月 - 6月の定期検査出場直後の暫定4両編成として組成された3268 - 3265以来7年ぶりであったが、これら2本も3000形5次車の増備により2006年（平成18年）11月 - 12月に廃車となった。
←京成上野
3276 - 3275 - 3266 - 3265（2006年12月下旬廃車）
3280 - 3279 - 3270 - 3269（2006年11月下旬廃車）
2007年3月
2006年（平成18年）4月以降は、更新以来使用してきた6両固定編成は以下の2本のみとなった。
←上野
3240 - 3239 - 3238 - 3237 - 3262 - 3261
3264 - 3263 - 3228 - 3227 - 3226 - 3225
最後の片扉車となる3298編成の4両編成は前述の通り2007年（平成19年）1月にリバイバル開運号として運行するため（2007年1月28日に臨時で運行）、2007年1月17日 - 3月末の廃車までの間、往年の旧赤電塗装に変更し4両編成で運用した。
2007年（平成19年）3月下旬に3000形5次車3019・3021編成が運用開始したことにより3225 - 3228・3237 - 3240と3298編成は2007年3月に廃車となり、3264 - 3263と3262 - 3261が久々に車号順の4両編成に組まれしばらく使用することになった。この4両編成組成は定期検査の暫定編成で組まれた1998年（平成10年）10月 - 11月以来8年5ヶ月ぶりである。また、3200形6M車の中では最初期の1986年（昭和61年）7月 - 8月に更新・冷房化した車両で、非冷房車が多かった更新最初期は冷房車の有難味を受け、全廃直前は最後の3200形として見守られ、幸運な車両でもあった。
2007年（平成19年）4月以降、3264 - 3261は最後の3200形4両として普通運用限定で金町線を中心に運用されていたが、3000形6次車3022編成が入線したことにより2007年（平成19年）11月14日付で廃車となり、3200形は全廃になった。
廃車後は全車両が解体されており現存しない。